# Route nationale 644
Pour les articles homonymes, voir Route 644.
La route nationale 644 ou RN 644 était une route nationale française reliant Saint-Sever à Auriac. À la suite de la réforme de 1972, elle a été déclassée en RD 944.

## Ancien tracé de Saint-Sever à Auriac (D 944)
- Saint-Sever
- Eyres-Moncube
- Coudures
- Aubagnan
- Samadet
- Arzacq-Arraziguet
- Méracq
- Lème
- Thèze
- Auriac